# Fort-Liberté
Fort-Liberté est une commune d'Haïti, chef-lieu du département du Nord-Est et chef-lieu de l'Arrondissement de Fort-Liberté.

## Géographie
Fort-Liberté, située à moins de 10 km de la frontière avec la République dominicaine, est bâti au fond de la baie de Fort-Liberté, grande rade polylobée et semi-close communiquant avec la mer des Caraïbes par un étroit goulet et dans laquelle se jette la rivière Marion après avoir longée la ville de Fort-Liberté.
On pénètre dans la ville depuis le Sud-Ouest par l'avenue Sténio-Vincent (« Grande-Rue »), qui se prolonge en ligne droite jusqu'au fort Dauphin. Le plan en damier, qui date du milieu du XVIIIe siècle, est celui d'une ancienne ville de garnison, qui s'appelait alors « Fort-Dauphin ».

## Démographie
La commune est peuplée de 31 315 habitants(recensement par estimation de 2009) dont 18 417 habitants pour la ville elle-même.

## Histoire

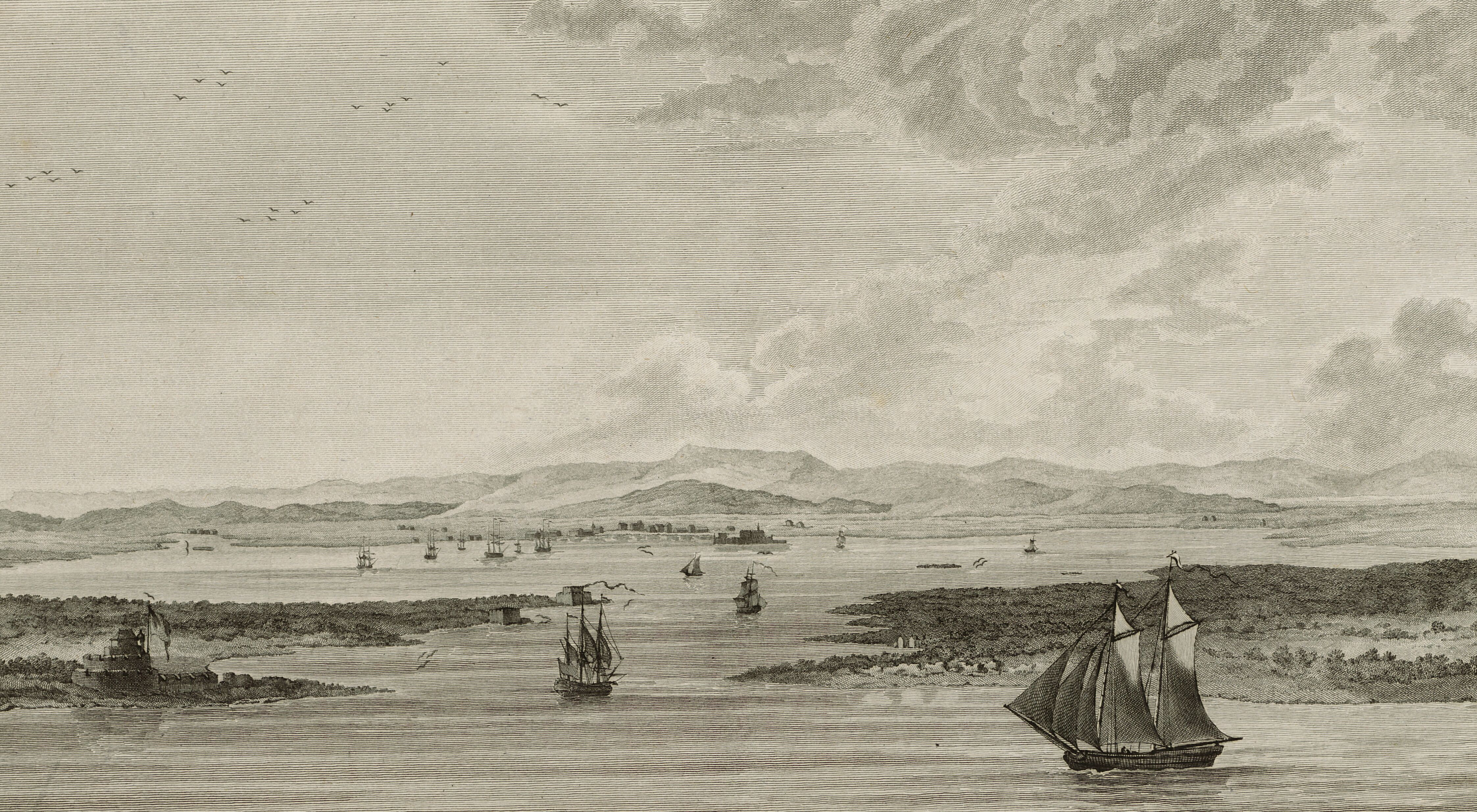
Vue de la Baye du Fort-Dauphin, dessin de Nicolas Ozanne et gravure de Nicolas Ponce, 1791.

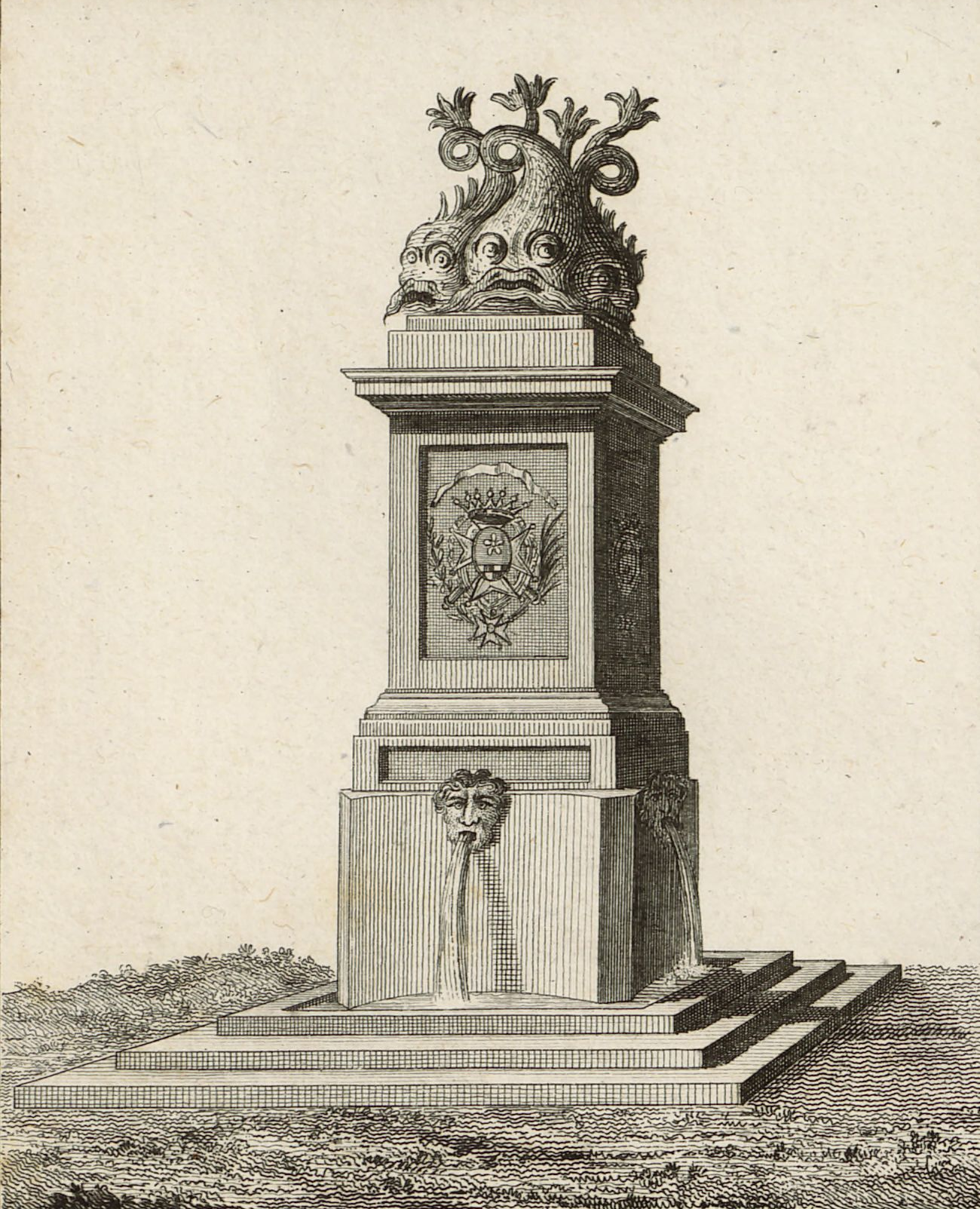
Fontaine de la ville du Fort Dauphin, gravure de Nicolas Ponce, 1791.

Elle est fondée en 1578 par les Espagnols qui l'appelaient Bayaha. Au XVIIe siècle, les boucaniers se servent des îlets de la rade comme repaire lors de chasses sur la terre ferme. Après le traité de Rijswick en 1697, par lequel l'Espagne reconnaît l'occupation par la France de la partie occidentale d'Hispaniola, Joseph d'Honon de Gallifet, gouverneur de la Tortue, installe à Bayaha des soldats congédiés de la garnison du Cap-Français, faisant de la zone un poste de vigie face aux Espagnols. Plusieurs sucreries et indigoteries s'y développent. Le 8 août 1730, Étienne de Chastenoye, gouverneur de l'île Sainte-Croix, pose la première pierre d'un fort : le fort et la ville de Bayaha prennent le nom de Fort-Dauphin, en hommage au dauphin Louis, fils du roi Louis XV.
La première proclamation de l'indépendance d'Haïti a été faite à Fort-Dauphin le 29 novembre 1803 par Dessalines, Henri Christophe et Clervaux, quelques jours après la bataille de Vertières.
Le 26 mars 1811, Henri Christophe se fait proclamer roi du Nord, sous le nom de Henri Ier, à Fort-Dauphin, qui est rebaptisée Fort-Royal. La ville prend le nom de Fort-Liberté à la fin du règne d'Henri Christophe, en 1820.
La cité de Fort-Liberté a beaucoup souffert du tremblement de terre de 1842, mais on peut encore observer plusieurs maisons à l'étage inférieur ancien ou à balcon en bois, datant de l'époque coloniale. Au centre de la Place d'Armes, conçue, en 1740 mais profondément modifiée par la suite, la fontaine est entourée de canons récupérés au fort Dauphin après l'indépendance.

## Administration
La commune est composée des sections communales de :
- Dumas
- Bayaha
- Loiseau (dont le quartier « Acul-Sammedi »)
- Haut-Madeleine

## Monuments et sites
- L'arc de triomphe est une structure monumentale de couleur jaune édifiée au début du XXe siècle à l'entrée de la ville. Au-dessus de celui-ci, une inscription, « la douceur dans l'effort », reflète le caractère somnolent de la cité, restée longtemps à l'écart du développement régional.
- La fontaine coloniale, placée sur la Grande-rue (avenue Sténio-Vincent), a été construite en pierre de taille importée de France. Elle est maintenant peinte en rouge et encastrée entre deux maisons.
- La place d'Armes date de l'époque coloniale, elle a subi de grandes transformations depuis le XVIIIe siècle. Une fontaine est placée au milieu de la place, elle a été achevée en 1787. Elle a suscité des polémiques à cause de son coût exorbitant à l'époque.
- Le Fort Dauphin ou Fort Saint-Joseph se trouve au bout de la Grande rue, à la Pointe de Roche. Le fort a été construit dans le prolongement de l'axe central de la ville. C'est, depuis 1730, un lieu stratégique parachevant le système défensif de protection de l'intérieur des terres. Il a été achevé en 1735, à l'exception des plates-formes des batteries en 1743[3].
- L'île Bayau, qui était le lieu de prédilection des flibustiers au XVIIe siècle. L'ouest de l'île était alors réservé au carénage des grands vaisseaux.

Les forts de la Bouque sont situés à l'embouchure Est de la baie de Fort-Liberté, on le rejoint avec un canot, à moteur ou une barque depuis l'embarcadère situé près de la douane. Les pêcheurs organisent des excursions dans la baie permettent d'accéder aux quatre forts de la rive occidentale du goulet, la « bouque » que les Français ont construite pour défendre l'accès à Fort-Dauphin.
Du sud au nord :
- le Fort Saint-Frédéric, commencé en 1740 et resté au nord
- le Fort Saint-Charles, édifié dans les années 1740, et la Batterie de l'anse, qui date de 1756, avec son parapet en ligne brisée du côté de la mer et sa poudrière. Bâti sur l'emplacement d'un ancien fort espagnol
- le Fort la Bouque reçoit sa première garnison en 1736 et sert de prison d'État sous l'empereur Faustin 1er. Les ruines de son donjon carré sont entourées d'un fossé, le tout étant placé dans une enceinte fortifiée. Une partie des matériaux utilisés pour la construction de tous ces forts provenait de France, et servait, de même que les fûts de canon, de lest aux navires.

Real Cuerpo de Ingenieros 01/01/1794 Rodrigo Ledesma Croquis copiado por otro que adquirió el zelo del Sor. dn. Joaquin del Sasso (Coronel de las Reales Exercitos y Comandante General del que se alla â la banda del Norte destinado contra la frontera de la Colonia enemiga) que entregó su señoria al Yngeniero ordinario dn. Antonio Conesa que se alla mandando estas obras de Trinchera y debolvió copiado, corregido, y añadido, con las noticias que se han podido adquirir de varios practicos
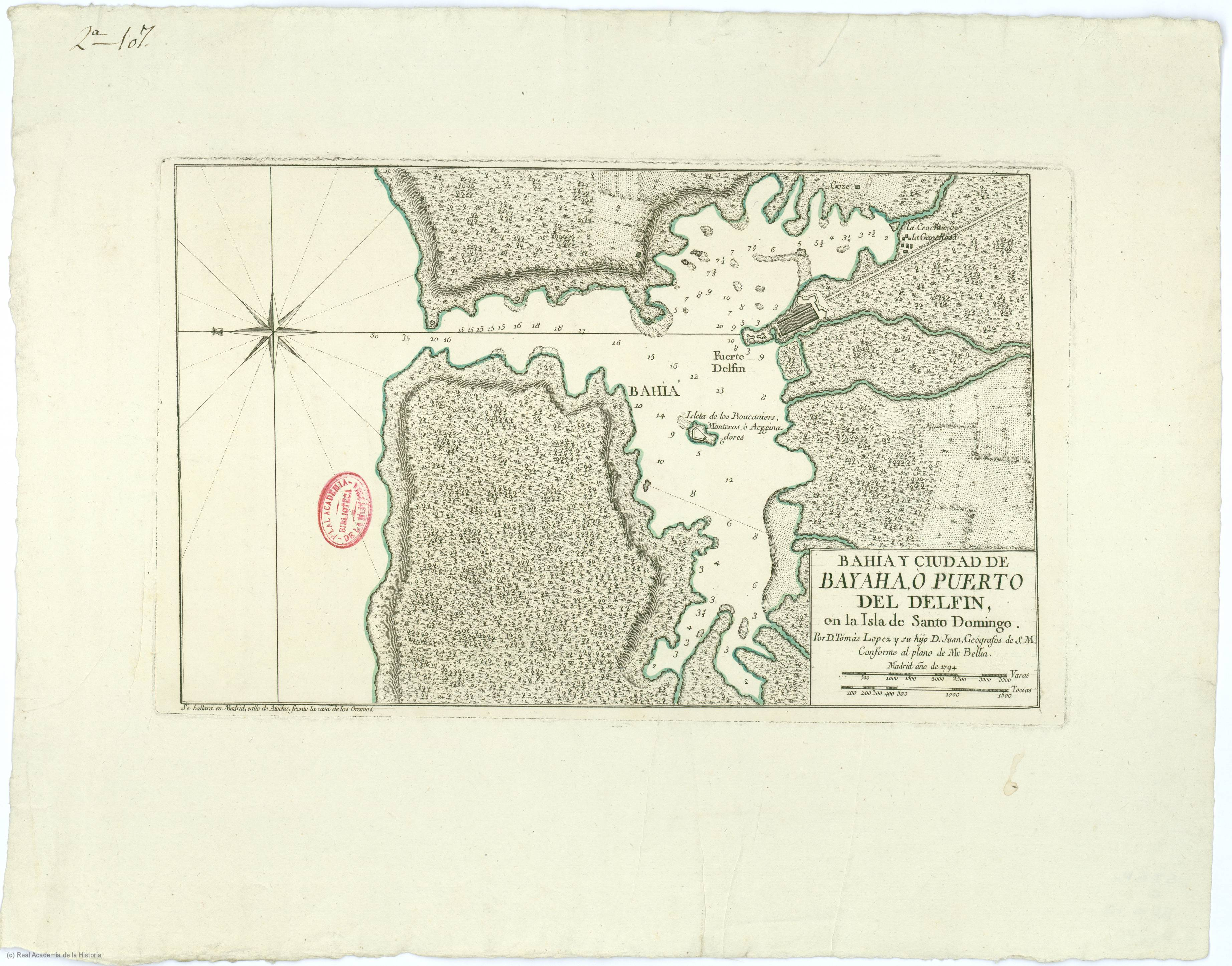
Bahía y ciudad de Bayaha o puerto del Delfín, en la Isla de Santo Domingo / Por D. Tomás López y su hijo D. Juan, Geógrafos de S. M. Conforme al plano de Mr. Bellin 1794

## Personnalités
- René Eustache d'Osmond (Fort-Dauphin, 1751 - Paris, 1838), diplomate français
- Vincent-Marie Viénot, comte de Vaublanc (Fort-Dauphin, 1756 - Paris, 1845), homme politique et écrivain français
- Étienne Eustache Bruix (Fort-Dauphin, 1759 - Paris, 1805), marin français
- L'Huilier de Marigny, procureur du roi du Fort-Dauphin